# 서울양명초등학교
서울양명초등학교(서울陽明初等學校)는 대한민국 서울특별시 양천구 신정1동에 있는 공립 초등학교이다.

## 학교 연혁
- 1982년 10월 11일: ‘서울양명국민학교’ 설립
- 1983년 3월 1일: 서울양명국민학교 개교
- 1992년 3월 1일: 서울남명국민학교로 분교
- 1996년 3월 1일: 서울양명초등학교로 개칭
- 2011년 3월 1일: 서울형 혁신학교 지정
- 2013년 2월 14일: 31회 졸업식
- 목동힐스테이트의 학생들이 양명초에 배정되면서 학생수가 늘어남.
- 보통 신서중으로 많이 넘어감
- 2024년 11월 1일: 플로어볼부 남자팀이 제17회 전국학교스포츠클럽 축전에서 우승함
- 펜싱, 로봇 축구, 사격장, 인생네컷, 노래방 등 많은 것들이 학교 내에 있어 체험을 할 수 있음
- 바로 옆에 신서중임

## 학교 동문
- 윤송이

## 참고 자료
- 서울양명초등학교 - 한국교육학술정보원 학교알리미